# 施瓦本雷察特河
49°11′17″N 11°1′19″E / 49.18806°N 11.02194°E
施瓦本雷察特河（德語：Schwäbische Rezat）是德國的河流，位於該國南部，屬於雷德尼茨河的左支流，發源自拜恩州魏森堡附近，流經埃林根和普萊因費爾德，河口處在格奧爾根斯格明德。